# Schilbe brevianalis
Schilbe brevianalis és una espècie de peix de la família dels esquilbèids i de l'ordre dels siluriformes.

## Morfologia
Els mascles poden assolir els 10 cm de llargària total.

## Distribució geogràfica
Es troba a Àfrica: Nigèria i Camerun.